# Dannie Richmond
Charles D. Richmond (dit Dannie) est un batteur de jazz américain né le 15 décembre 1935 à New York et mort le 15 mars 1988 à Harlem.

## Biographie
Batteur américain ayant adopté le saxophone ténor à l'âge de treize ans, il en joue pendant huit ans. Il étudie seul la technique de la batterie et devient, à partir de 1956, le batteur attitré de Charlie Mingus, dont il ne se sépare que pendant quelques mois pour accompagner Chet Baker. Il enregistre avec Jimmy Knepper et l'artiste John Jenkins.
Il meurt prématurément d’une crise cardiaque le 15 mars 1988 à 52 ans.

## Style
Admirateur de Philly Joe Jones, peu soucieux de rendre le rythme évident, mais parfaitement capable de le tenir, rappelant Art Blakey par la puissance, il se préoccupe surtout de la dimension dramatique qu'il peut ajouter aux interventions des solistes, cherchant ainsi à les souligner de manière expressionniste.

## Discographie

### Comme leader
- 1965 : "In" Jazz for The Culture Set (Impulse! Records)
- 1979 : Ode to Mingus (Soul Note)
- 1980 : Dannie Richmond Plays Charles Mingus (Timeless Records)
- 1980 : Hand to Hand avec George Adams (Soul Note)
- 1980 : The Last Mingus Band AD, Landmark Records (également sous le titre Dannie Richmond Quintet chez Gatemouth Records)
- 1981 : Live from Int. Jazz Festival Munster
- 1981 : Three or Four Shade (Tutu)
- 1983 : Gentleman’s Agreement avec George Adams (Soul Note)
- 1983 : Dionysius

### Enregistrements avecCharles Mingus
- 1957 : The Clown
- 1957 : Mingus Three
- 1957 : Tijuana Moods
- 1957 : East Coasting
- 1959 : Jazz Portraits: Mingus in Wonderland
- 1959 : My Jelly Roll Soul
- 1959 : Mingus Dynasty
- 1959 : Mingus Ah Um
- 1959 : Better Git It In Your Soul
- 1960 : Blues & Roots
- 1960 : Charles Mingus Presents Charles Mingus
- 1960 : Mingus at Antibes
- 1960 : Reincarnation of a Lovebird
- 1961 : Oh Yeah
- 1962 : The Complete Town Hall Concert (Blue Note)
- 1963 : Celia
- 1963 : The Black Saint and the Sinner Lady
- 1963 : Mingus Mingus Mingus Mingus Mingus
- 1964 : Town Hall Concert
- 1964 : The Cornell Concert
- 1964 : Right Now: Live at the Jazz Worksho (Fantasy)
- 1964 : Mingus at Monterey
- 1964 : Mingus in Paris
- 1964 : Mingus in Europe
- 1965 : ''Music Written for Monterey (Jazz Workshop)
- 1970 : Charles Mingus in Paris: The Complete America Session (Sunnyside)
- 1971 : Let My Children Hear Music
- 1973 : Mingus Moves
- 1973 : Changes One
- 1973 : Changes Two
- 1974 : Mingus at Carnegie Hall
- 1976 : Cumbia & Jazz Fusion
- 1978 : Me, Myself an Eye
- 1978 : Something Like a Bird

### AvecGeorge AdamsetDon Pullen
- 1975 : Jazz a Confronto 21 (Horo)
- 1979 : All That Funk (Palcoscenico)
- 1979 : More Funk (Palcoscenico)
- 1979 : Don't Lose Control (Soul Note)
- 1981 : Earth Beams (Timeless)
- 1981 : Life Line (Timeless)
- 1983 : City Gates (Timeless)
- 1983 : Live at the Village Vanguard (Soul Note)
- 1983 : Live at the Village Vanguard Vol. 2 (Soul Note)
- 1984 : Decisions (Timeless)
- 1985 : Live at Montmartre (Timeless)
- 1986 : Breakthrough (Blue Note)
- 1987 : Song Everlasting (Blue Note)

### Autres enregistrements
Avec Chet Baker
- 1956 : Chet Baker Sings

Avec John Jenkins
- 1957 : Jenkins, Jordan and Timmons (Prestige)
- 1957 : John Jenkins with Kenny Burrell (Blue Note)

Avec Herbie Nichols
- 1957 : Love, Gloom, Cash, Love

Avec Booker Ervin
- 1960 : The Book Cooks

Avec Pepper Adams
- 1963 : Pepper Adams plays Charlie Mingus

Avec Mark-Almond
- 1972 : Mark-Almond II
- 1972 : Rising
- 1973 : 73

Avec Bert Jansch
- 1973 : Moonshine

Avec Horace Parlan
- 1978 : Blue Parlan

Avec Mal Waldron
- 1981 : What It Is (Enja)